# Habarovski kraj
Habarovski kraj je kraj u dalekoistočnom dijelu Ruske Federacije; pruža se u smjeru sjever-jug. Smješten je na obalama Ohotskog mora, a dotiče se i međe s NR Kinom.